# Corps Suevia Heidelberg

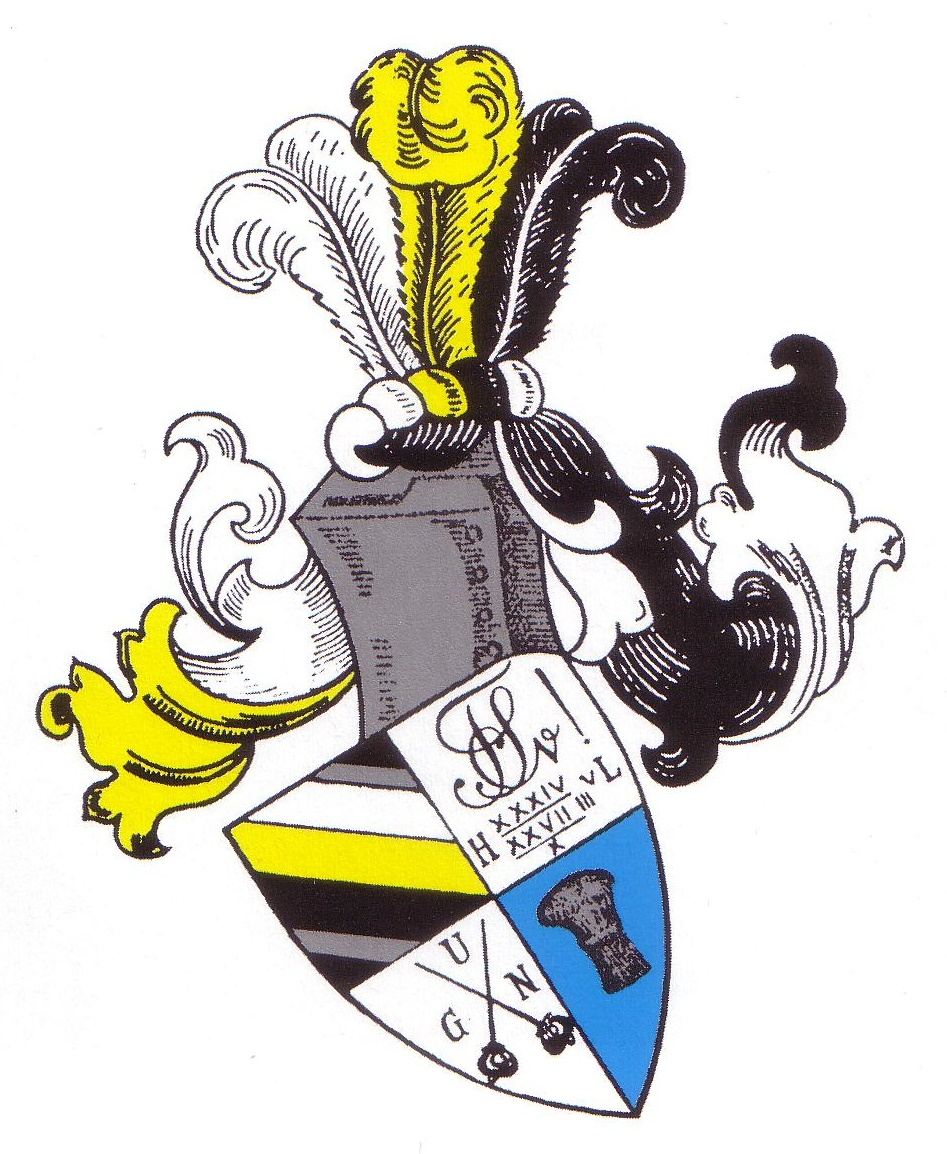
Blason

Le Corps Suevia Heidelberg est un corps (association étudiante) du Kösener Senioren-Convents-Verband (KSCV). Le corps est combattant portant couleur (de). Il regroupe des étudiants et anciens étudiants de l'Université de Heidelberg. Les membres du corps sont appelés souabes de Heidelberg.

## Couleur
Suevia a les couleurs "noir-jaune-blanc d'en bas" avec des percussions dorées. Une casquette jaune est portée. Suevia n'a pas de bande de renard, les "renards" ne portent que la casquette.
La devise est Virtue constanti fulget salus ! ") (en français : "Le salut qui brille constamment dans la nuit !"), la devise du blason "Gladius ultor noster !" (en français : "Que l'épée soit notre vengeur !").

## Histoire
La plus ancienne Suevia Heidelberg est créée en 1805 par la conversion du corps de la Landsmannschaft palatine (Palatia I), mais disparaît de nouveau après quelques semestres seulement. Le Corps Suevia d'aujourd'hui est fondé le 27 mars 1810, ce qui en fait la plus ancienne association étudiante d'Heidelberg. Avec les anciens corps Curonia, Rhenania (de), Vandalia et Hannovera (de), Suevia signent le SC-Comment du Convent des anciens d'Heidelberg (de) du 1er juin 1810, où le terme « corps » est utilisé pour la première fois dans un Comment. En 1844, les membres de la Suevia fondent l'association de réforme de la fraternité Alemannia. Le Corps Suevia est l'un des membres fondateurs du Kösener Senioren-Convents-Verband (KSCV) en 1848. Suevia est l'un des corps d'État (de) de Bade. Au XIXe siècle et jusqu'au XXe siècle, il est solidement enraciné dans le corps des fonctionnaires du Grand-duché de Bade, mais il recrute également des étudiants de l'Allemagne du Nord (de)
Après la suspension en 1935, les anciens participent à la formation de la camaraderie Heidelberg SC "Axel Schaffeld (de)" et mettent également à leur disposition la maison du corps.
En 1971, Suevia est le corps de faubourg (de) président du KSCV et fournit également les présidents de Munich et de Passau de l'oKC en 2003 et 2005.
L'astéroïde de la ceinture principale centrale (417) Suevia porte le nom de la fraternité.

## Relations extérieures
En raison de la structure de ses relations avec les autres corps, le corps Suevia est inclus dans le cercle bleu (de). Il entretient des relations officielles avec les Corps Isaria (de), Teutonia Marburg (de), Hannovera Göttingen, Austria Frankfurt am Main et Guestphalia Bonn.

## Maison du corps

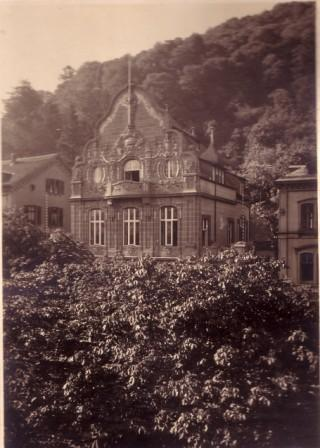
Maison du Corps Suevia, vers 1927

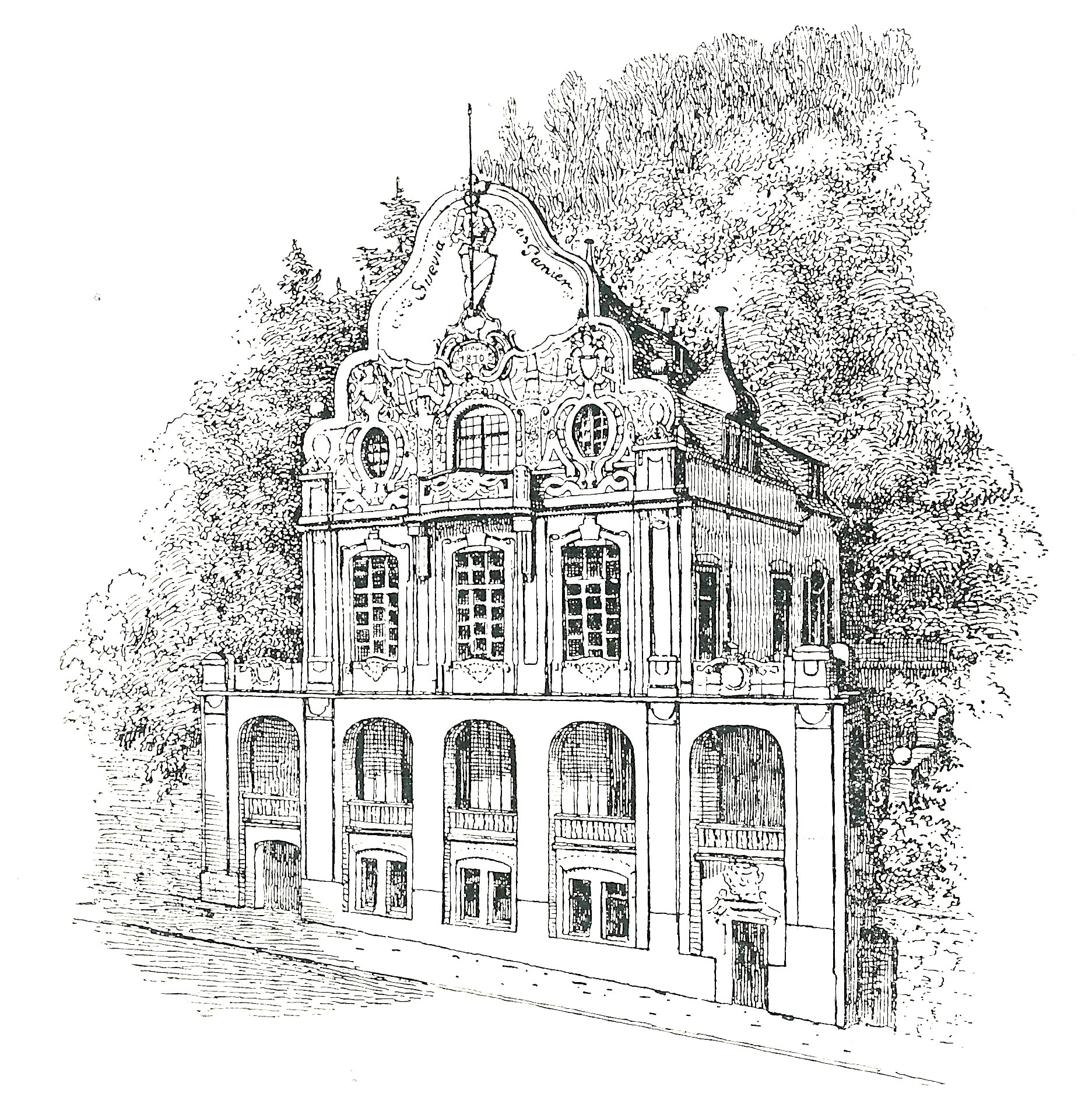
Maison du corps avant 1910

Jusque dans les années 1870, le bar des Souabes se trouvait dans la "Reichskrone", avant que la première maison propre ne soit acquise dans l'ancienne "Eisenhardtschen Bierkeller", qui fut plus tard transformée en la maison qui existe encore aujourd'hui, selon les plans de l'architecte de Mannheim Rudolf Tillessen (de) en la maison qui existe encore aujourd'hui. Le 20 mai 1905, l'inauguration de la maison est célébrée en présence du grand-duc héritier de Bade. Quelques vestiges de l'époque de la construction subsistent encore aujourd'hui. En raison de la pierre rare utilisée pour la construction (quartz trachyte), qui provient d'une formation rocheuse du Siebengebirge, la maison est également appelée "Drachenfels". Des extraits particulièrement impressionnants de cette roche peuvent être observés dans la cave de la maison, également appelée "Felsenkeller" pour cette raison.

## Membres notables
Les membres notables incluent:
- Frédéric II (1857-1928), grand-duc de Bade
- Louis de Bade (1865–1888), prince grand-ducal, margrave de Bade et duc de Zähringen
- Max de Bade (1867-1929), dernier chancelier de l'Empire allemand jusqu'en novembre 1918
- Ernst Bassermann (1854-1917), président du Parti national-libéral, président du groupe parlementaire du parti au Reichstag
- Bernhard von Beck (de) (1821–1894), chirurgien, médecin général prussien
- Otto Binswanger (1852-1929), psychiatre
- Philipp Bockenheimer (de) (1875–1933), Conseiller médical, chargé de cours universitaire en chirurgie à l'Université Frédéric-Guillaume de Berlin et écrivain voyageur
- Robert Bosse (1832-1901), ministre prussien de l'instruction publique et président de la commission pour le nouveau code civil
- Theodor Bumiller (de) (1864-1912), explorateur
- Maximilian Joseph von Chelius (de) (1794–1876), ophtalmologiste et chirurgien
- Anton Christ (de) (1800–1880), avocat, homme politique, membre de l'Assemblée nationale de Francfort
- Ludwig Dill (de) (1812–1887), avocat administratif et magistrat allemand, avocat poète et compositeur
- Carl August Emge (de) (1886-1970), philosophe juridique et sociologue juridique
- Rudolf von Freydorf (de) (1819–1882), ministre de Bade
- Hans Görnert (de) (né en 1934), avocat et homme politique, maire de Giessen
- Volker G. Heinz (de) (né en 1943), avocat et notaire ; Aides à l'évasion à Berlin
- Werner Knieper (de) (1909-1977), chef de la Chancellerie fédérale (1966-1967)
- Adolf Kussmaul (1822-1902), interniste, gastro-entérologue et poète
- August Lamey (de) (1816–1896), homme politique badois, député du Reichstag
- Adolf Marschall von Bieberstein (1842-1912), ministre des Affaires étrangères de l'Empire
- Eberhard Naujoks (de) (1915–1996), historien
- Albert Neuhaus (1873–1948), ministre de l'Économie du Reich (1925–1926)
- Ferdinand Pachten (de) (1861-1944), avocat et notaire, membre du conseil de surveillance de Collet & Engelhard Werkzeugmaschinenfabrik AG, président du conseil d'administration du Carolinum à l'Université Goethe de Francfort
- Fritz Ries (de) (1907-1977), avocat et industriel
- Ferdinand Roeder von Diersburg (de) (1848-1926), général de division prussien
- Klaus F. Röhl (de) (né en 1938), sociologue juridique et professeur d'université
- Fritz Roessler (de) (1870-1937), industriel
- Hanns-Eberhard Schleyer (de) (né en 1944), avocat, homme politique et responsable d'association
- Hanns Martin Schleyer (1915-1977), SS Hauptsturmfuhrer, président des employeurs allemands, victime de la RAF
- Alexander Spengler (1827-1901), médecin, combattant de la liberté lors de la révolution de mars 1848, fondateur de la thérapie par l'air à Davos
- Carl Spengler (de) (1860-1937), chirurgien et bactériologiste
- Franz Volk (de) (1823–1890), révolutionnaire, médecin, historien, maire d'Offenbourg
- Eduard Wlassack (de) (1841-1904), directeur du Théâtre de la Cour de Vienne
- Eckart Würzner (de) (né en 1961), homme politique, maire de Heidelberg

## Titulaire de la médaille Klinggräff
Les personnes suivantes ont reçu la médaille Klinggräff de l'Association des anciens étudiants de corps (de) :
- Fritz Luttgens (1987)